# Traité des couleurs
Le Traité des couleurs est un ouvrage de Johann Wolfgang Goethe (1749-1832) publié en 1810 en deux volumes.
Goethe s'oppose dès l'avant-propos à la théorie de Newton. Il la compare à une « bâtisse ancienne que son architecte élabora dans la précipitation », à laquelle ses continuateurs ont adjoint des « vestibules » reliant les pièces de l'édifice par un réseau de couloirs incohérents. Il recense les parties de l'expérience qui la contredisent, pour soutenir que cette théorie est tout simplement fausse. Il recherche les caractères spirituels de la lumière, refusant comme les autres tenants de la Naturphilosophie, toute explication de la nature basée sur les mathématiques. Goethe est d'avis que la couleur est un mélange de lumière et d'ombre. Pour soutenir son argumentation, il examine la perception humaine des couleurs. À partir de l'expérience de la peinture, il construit un système qui n'est pas une théorie. Il ne s'agit pas de comprendre ou d'expliquer les couleurs, qui sont des phénomènes primordiaux.
Les objections de Goethe à la théorie de Newton en désignent souvent des insuffisances réelles, en relation avec la perception, qui empêchent de relier étroitement la vision des couleurs et la physique du rayonnement lumineux.

## Triangle des couleurs et cercle chromatique
Goethe soutient son propos par deux diagrammes de couleur, le cercle chromatique et le triangle des couleurs. Le cercle est un instrument de la réflexion des artistes depuis la Renaissance. Runge, qui a correspondu avec le poète, l'a perfectionné en sphère, tenant compte de la luminosité. Malgré l'opposition de Goethe au romantisme allemand, la réflexion théorique du peintre l'a certainement influencé. Le triangle est issu de la pratique du mélange des colorants ; il est aussi un symbole de la divinité, présent sur nombre de temples, comme dans les loges maçonniques.
Le triangle des couleurs fonde la couleur. Goethe part de l'idée que la couleur est sombre, elle est un obscurcissement de la lumière. Elle est aussi un éclaircissement du noir ; de là, naissent les couleurs primaires : le jaune tout d'abord qui est « tout proche de la lumière » et le bleu qui est « tout proche de l’ombre ». En tant que couleur, elle est de la lumière obscurcie, elle est inséparable du mouvement. Goethe appelle cette dynamique de la couleur « intensification » — obscurcissement —. L'intensification du jaune donne un rouge, l'intensification du bleu donne un violet. Le pourpre est la « fusion » entre le rouge et le violet qui « ne peuvent se rejoindre dans l'image prismatique ». Le vert naît du mélange du bleu et du jaune, le violet de celui du bleu et du pourpre, et le rouge de l'amalgame du jaune et du pourpre.

## Goethe et la physique
Avec les autres partisans de la Naturphilosophie, Goethe refuse la démarche analytique, et recherche l'unité des connaissances, sans démarcation nette entre la nature matérielle des choses, qu'explore la science physique, et leur manifestation en tant que phénomènes dans l'esprit humain.

### Goethe contre Newton et la théorie physique de la «couleur»
Dans son introduction aux œuvres scientifiques de Goethe, Rudolf Steiner écrit :
« La physique moderne ne connaît pas la « lumière » au sens de Goethe ; et pas davantage l'« obscurité ». La théorie des couleurs, de ce fait, évolue dans un domaine que n'abordent pas du tout les déterminations conceptuelles des physiciens. La physique ignore simplement les concepts de base de la théorie des couleurs de Goethe. Et par là, elle ne peut en juger de son point de vue. Goethe commence précisément là où la physique s'arrête. »
La théorie des couleurs de Goethe contredit en effet celle de Newton. Dans la conception de Newton, la lumière blanche est la superposition de lumières colorées  monochromatiques, qui préexistent donc dans la lumière blanche. Les différences de réfringence de chaque longueur d'onde lors de la traversée du verre du prisme causent l'éventail de couleurs émanant d'un prisme. Les lois de la réfraction induisent une déviation faible pour le rouge et forte pour le bleu. Pour Goethe, au contraire, la matière même du prisme, milieu « turbide », crée la couleur, qui ne préexiste pas. La physique a largement confirmé la théorie de Newton depuis trois siècles, ce qui rend celle de Goethe caduque sur le plan strictement physique.
« La théorie de Goethe de la couleur a, de nombreuses façons, été fructueuse pour les arts, la physiologie et l'esthétique. Cependant la victoire, et par conséquent l'influence sur la recherche du siècle suivant, revient à celle de Newton. »
— Werner Heisenberg, The doctrine of Goethe and Newton in light of modern physics.
Ce triomphe est remis en question. Les failles du raisonnement de Newton en ce qui concerne les couleurs, occultées par le succès de sa méthode en physique, ont été mises en évidence ; les praticiens et les psychologues sont beaucoup plus proches du cadre de la réflexion de Goethe. La théorie des couleurs de Newton a été tellement remaniée par les travaux de Young et d'Helmholtz sur le trichromatisme qu'elle semble aussi obsolète que les considérations de Goethe. D'un point de vue actuel, la pensée des deux hommes semble beaucoup plus similaire qu'à l'époque des polémiques. L'enracinement des différences s'attribue plutôt à l'aspect dogmatique des enseignements académiques, déjà reconnu au XIXe siècle : « [le Traité des couleurs fut mal accueilli] des savants, qui ne pouvaient comprendre qu'un poëte eût la prétention de critiquer les vérités établies par le génie de Newton ».

### Goethe et la théorie de la perception des couleurs
La théorie de Goethe a ouvert le champ d'une recherche indépendante de celle de la physique, celle de la perception des couleurs, à laquelle la physique est indifférente. Les constructions de la couleur issues de la physique font inévitablement l'impasse sur des phénomènes essentiels de la perception, principalement ceux de la constance de couleur d'une surface dans un éclairage dont le spectre varie fortement, et de l'interaction entre couleurs.
La théorie de Goethe s'intéresse plus à la perception des couleurs qu'à la caractérisation objective du rayonnement lumineux. Il faut la comparer avec le modèle moderne de la vision des couleurs basé sur la neurophysiologie.

## Influence sur les arts
Le Traité des couleurs de Goethe, écrit à partir des conceptions issues de la pratique de peintres et de teinturiers, a été largement diffusée au-delà de l'Allemagne. Il fut traduit en anglais en 1840 ; Turner s'y intéressa à la fin de sa carrière. Au XXe siècle, les enseignants de la couleur au Bauhaus — Itten, Albers, Kandinsky — développent leurs doctrines à partir des réflexions du Traité. Alors même que dominent les conceptions issues des modèles colorimétriques, Josef Albers considère le triangle de Goethe comme « le système de représentation le plus condensé et le plus clair d'un ordre essentiel dans le domaine des couleurs ».
Si ceux des artistes allemands et anglais — où George Palmer (en) avait déjà révisé la théorie de Newton avec de nouvelles expériences introduisant le trichromatisme — qui s'intéressaient aux réflexions théoriques adhérèrent à la façon de voir de Goethe, les Français l'ignorèrent largement. Voltaire avait défendu et vulgarisé la théorie de Newton, en proclamant la supériorité d'une méthode qui ignore la subjectivité. Le Traité des couleurs n'a été traduit en français, partiellement, qu'en 1973.
Une exposition a célébré le bicentenaire de la publication du Traité au Musée Goethe de Weimar.
Ces célébrations ne font pas l'unanimité. Le Traité, « sans aucun doute un des plus bizarres des livres de « théorie des couleurs » disponibles […] un compendium de spéculations personnelles, d'anecdotes glanées chez des artistes de sa connaissance, d'observations naturalistes informelles, de démonstrations domestiques avec des prismes, des papiers de couleur et de l'éclairage de scène […] était et est encore recommandé aux artistes pour des raisons entièrement spécieuses ».

## Publication
Titre allemand : Zur Farbenlehre. Didaktischer Teil  (ISBN 978-3423051408).
Volume 116 de la collection Kürshners deutsche Nationalliteratur avec introduction de Rudolf Steiner.
Traduction en français :
- Le Traité des couleurs, traduction française d'Henriette Bideau, accompagnée de trois essais théoriques de Goethe ; introduction et notes de Rudolf Steiner, Éditions Triades, Paris, 1973, 1975 ; 2e édition augmentée : 1980 ; 3e édition revue : 1983, 1986, 1990; 4e édition 2000.